# Атаманы Войска Донского
Атаманы Войска Донского — атаманы (начальные люди) Войска Донского, первоначально выборные, а затем наказные (назначенные).

## Выборные атаманы Войска Донского
- Сары-Азман — упоминается в грамоте ногайского бия Юсуфа царю Руси Ивану Грозному, датированной 1550 годом.
- Сусар Федоров — участвовал в покорении Казани в 1552
- Фёдор Павлов и Ляпун Филимонов — участвовали в покорении Астраханского ханства в 1554—1556
- Михаил Черкашенин — получал грамоты от Ивана Грозного в 1570 году
- Ермак Тимофеевич — покорил Сибирское ханство в 1581—1584 (традиция именует его «Донским атаманом», хотя известные факты связывают его прежде всего с Волгой и Яиком (Уралом)
- Иван Кишкин — атаман, дававший присягу верности царю Федору Иоанновичу в 1584 году
- Василий Жигулин 1592.
- Семен Воейков в 1593 возглавлял казаков, взбунтовавшихся против указов Бориса Годунова.
- Степан Ершов 1593 — 1594
- Никита Волдырь, Иван Нос 1594
- Афанасий Савостьянов 1595
- Фёдор Яковлевич Крупский (донской атаман 1594/97 РППК)[1]
- Корела, Андрей в 1605 году был на стороне Лжедмитрия I
- Заруцкий, Иван Мартынович
- 1612 Межаков Феофилакт участвовал в освобождении Москвы от поляков
- 1612 — 1615 Чершенский, Смага Степанович присягал царю Михаилу Федоровичу Романову
- 1616 — 1620, 1625—1628 Родилов, Епифан Иванович
- 1620 — 1625 Мартемьянов, Исай
- 1628 — 1630 Фролов, Волокита
- 1630 — 1636, 1642—1644 Каторжный, Иван Дмитриевич
- 1636 — 1638 Татаринов, Михаил Иванович командовал взятием Азова в 1637 году
- 1638 — 1641, 1649—1655, 1659—1660 Васильев (Шелудяк), Наум Васильевич
- 1660 — 1680 Яковлев, Корнилий Яковлевич принимал участие в подавлении восстания Степана Разина
- 1680 — 1699 Минаев, Фрол Минаевич принимал участие в Азовских походах Петра I
- 1699 — 1701 Зерщиков, Илья Григорьевич
- 1701 — 1708 Максимов, Лукьян Максимович казнен Булавиным
- апрель — июль 1708 Булавин, Кондратий Афанасьевич
- 1708 —1715 Ромазанов, Пётр Емельянович — выборный атаман. позднее утверждённый Петром I.

## Наказные атаманы войска Донского
- 1708—1715 Ромазанов, Пётр Емельянович, атаман избранный казаками и первый утверждённый Петром I.
- 1715 — 1716 Фролов, Максим Фролович (Кумшацкий), не утверждён Петром I.
- 1717—1723 Фролов, Василий Фролович (Донское Войско вступило в ведение Военной Коллегии Российской империи).
- 1723 — Краснощёков, Иван Матвеевич, не утверждён Петром I.
- 1723 — 1735 Лопатин, Андрей Иванович.
- 1735 — 1738 Фролов, Иван Иванович.
- 1738 — 1753 Ефремов, Данила Ефремович.
- 1753 — 1772 Ефремов, Степан Данилович.
- 1772 — 1773 Машлыкин Василий.
- 1773 — 1774 Сулин, Семен Никитич (принимал участие в подавлении восстания Пугачева).
- 1775—1797 Иловайский, Алексей Иванович.
- 1797 — 1801 Орлов, Василий Петрович.
- 1801 — 1818 Платов, Матвей Иванович.
- 1807—1808 Мартынов, Андрей Дмитриевич (1762—1815).
- 1810—1812 Киреев, Андрей Карпович.
- 1815—1816 Иловайский, Николай Васильевич.
- 1818 — 1821, Денисов, Адриан Карпович.
- 1821 — 1826 Иловайский, Алексей Васильевич.
- 1826 — 1827 Андрианов, Иван Адрианович.
- 07.06.1827—10.02.1836 Кутейников, Дмитрий Ефимович, генерал-майор (с 06.12.1827 генерал-лейтенант, с 22.04.1834 генерал от кавалерии).
- 10.02.1836—23.10.1837 Власов, Максим Григорьевич, генерал-лейтенант (исправляющий должность наказного атамана).
- 23.10.1837—02.07.1848 Власов, Максим Григорьевич, генерал-лейтенант (с 10.10.1843 генерал от кавалерии).
- 1848 — 1862 Хомутов, Михаил Григорьевич.
- 19.09.1862 — 10.10.1865 Граббе, Павел Христофорович.
- 10.10.1865 — 28.10.1866, Потапов, Александр Львович, Свиты Его Величества генерал-майор, с 13.10.1866 генерал-адъютант.

## Войсковые наказные атаманы войска Донского
В 1866 году войсковому атаману войска Донского было присвоено звание войскового наказного атамана, с предоставлением ему прав генерал-губернатора и командующего войсками военного округа:
- 10.10.1865—28.10.1866 — Граббе, Павел Христофорович, генерал-адъютант, генерал от кавалерии.
- 28.10.1866—02.03.1868 — Потапов, Александр Львович, генерал-адъютант, генерал-лейтенант.
- 02.03.1868—17.04.1874 — Чертков, Михаил Иванович генерал-лейтенант, с 31.07.1869 генерал-адъютант.
- 17.04.1874—09.06.1881 — Краснокутский, Николай Александрович, генерал-адъютант, генерал-лейтенант (с 16.04.1878 генерал от кавалерии).
- 09.06.1881—15.10.1898 — князь Святополк-Мирский, Николай Иванович, генерал-адъютант, генерал-лейтенант (с 30.08.1890 генерал от кавалерии).
- 23.02.1899—19.02.1905 — Максимович, Константин Клавдиевич, генерал-лейтенант.
- 01.03.1905—03.04.1907 — князь Одоевский-Маслов, Николай Николаевич, генерал-лейтенант .
- 03.04.1907—17.03.1909 — Самсонов, Александр Васильевич, генерал-лейтенант.
- 17.03.1909—23.02.1911 — барон Таубе, Фёдор Фёдорович, генерал-лейтенант.
- 25.02.1911—23.09.1912 — Мищенко, Павел Иванович, генерал от кавалерии.
- 22.10.1912—04.05.1916 — Покотило, Василий Иванович, генерал-лейтенант (с 14.04.1913 генерал от кавалерии) .
- 08.05.1916—10.03.1917 — граф Граббе, Михаил Николаевич, генерал-лейтенант, последний войсковой наказной (назначенный императором) атаман войска Донского.

## Почётный войсковой атаман Войска Донского
Шеф (почётный командир) или Почётный войсковой атаман: 
- Александр III Александрович
- Николай II Александрович
- Алексей Николаевич

## Атаманы Войска Донского после упразднения монархии в России
- март — июнь 1917, Волошинов, Евгений Андреевич, временный атаман Войска Донского.
- 18 июня 1917 — 29 января 1918, Каледин, Алексей Максимович, первый избранный атаман Войска Донского.
- 29 января 1918 — 12/25 февраля 1918, Назаров, Анатолий Михайлович.
- 12/25 февраля — 30 марта/12 апреля 1918, Голубов, Николай Матвеевич[3].
- 16 мая 1918 — 15 февраля 1919, Краснов, Пётр Николаевич, первый атаман Всевеликого Войска Донского.
- 15 февраля — 19 февраля 1919, Богаевский, Африкан Петрович, временный атаман.
- 19 февраля 1919 — 21 октября 1934, Богаевский, Африкан Петрович атаман Всевеликого Войска Донского, оставался им в эмиграции до конца жизни.
- 28 октября 1934 — 30 сентября 1939, Донцов Яков Лукьянович.[источник не указан 834 дня]

## АтаманыВсевеликого Войска Донского за Рубежом
- Богаевский, Африкан Петрович - 1919-1934
- Граббе Михаил Николаевич - 1934-1942
- Татаркин, Григорий Васильевич - 1942-1947
- Поляков, Иван Алексеевич - 1947-1965
- Фёдоров, Николай Васильевич - 1965-2003
- Михеев, Ярополк Леонидович - 2003-2018
- Келин, Алексей Николаевич - 2018-2021

## Атаманы Союза казаков Области Войска Донского (СК ОВД)
- 18 ноября 1990 — 5 октября 1991 года Шолохов, Михаил Михайлович, первый атаман возрожденного казачества «Союз казаков Области Войска Донского»
- 6 октября 1991 — 10 октября 1992 года Мещеряков, Сергей Алексеевич
- 11 октября 1992 — октябрь 1993 года Каледин Василий Иванович
- октябрь 1993 — н. в. Козицын Николай Иванович

## Атаманы ВКО «Всевеликое Войско Донское» (ВКО ВВД)
В связи с позицией донского атамана Николая Козицына по отношению к ЧРИ, часть донских казаков при поддержке властей РФ создала параллельную структуру — ВКО «Всевеликое войско Донское» (ВКО ВВД), у которой был свой атаман:
- ноябрь 1994 — октябрь 1996 Барышников, Павел Алексеевич, первый атаман ВКО «Всевеликое Войско Донское».

В соответствии с Указом Президента Российской Федерации от 17 июня 1997 года № 612 было уже официально создано Войсковое Казачье Общество «Всевеликое войско Донское» (ВКО ВВД). Указами Президента Российской Федерации назначаются атаманы:
- 1996 — 1999 Хижняков, Вячеслав Фадеевич, атаман ВКО «Всевеликое Войско Донское».
- 1999 — 2013 Водолацкий, Виктор Петрович, атаман ВКО «ВВД».
- 2013 — 2019 Гончаров, Виктор Георгиевич, атаман ВКО «ВВД».
- 2019 — 2022 Бобыльченко Виталий Александрович, атаман ВКО «ВВД».
- 2022 — н. в. Бодряков, Сергей Николаевич, атаман ВКО «ВВД».